# Doppler. Vita con l'alce
Doppler. Vita con l'alce (Doppler) è un romanzo del 2004 di Erlend Loe.

## Trama
(Andreas Doppler, "Doppler. Vita con l'alce")
Andreas Doppler prende un colpo in testa cadendo dalla bicicletta. In un certo senso il trauma gli ha aperto la mente: lui che era sempre stato "bravo" (un bravo studente, cittadino, lavoratore, marito, padre) ad un certo punto sente il desiderio fortissimo di restare da solo, perché in realtà si è reso conto di aver sempre odiato la compagnia delle persone. Abbandona lavoro e famiglia ritrovandosi a vivere in un bosco in compagnia di un cucciolo di alce. Il cucciolo lo ha seguito dopo che Doppler ha ucciso sua madre per sfamarsi. Dopo vani tentativi di cacciarlo via, si affeziona e gli dà un nome: Bongo. Nella sua lotta per la sopravvivenza il protagonista si ritrova anche a rubare, non può vivere soltanto di carne di alce. Durante uno dei suoi furti (sempre nella stessa casa) viene catturato dalla sua vittima, il signor Düsseldorf, ne nasce una strana amicizia. Nel frattempo la moglie, che ogni tanto va a fargli visita, lo obbliga a tornare a casa per prendersi cura per qualche giorno dei figli. Doppler rinuncia a comprendere la figlia maggiore, e Gregus, fissato con i programmi televisivi, gli dà fastidio. Durante la notte fa conoscenza con uno scassinatore, Roger, che entra proprio a casa sua; dopo una chiacchierata diventano amici. Doppler non resiste in casa, porta con sé Gregus con la speranza di salvarlo, di non farlo diventare troppo bravo come era stato lui.
Nel bosco fa un'altra conoscenza: un tipo di destra, che minaccia di denunciarlo per campeggio abusivo. Doppler non si fa intimidire e continua a vivere nella sua tenda. Si è abituato alla presenza di Gregus, anche se in questo modo svanisce la speranza di poter vivere senza altre persone vicino. Inizia a costruire un totem per celebrare suo padre, che in realtà non conosceva a fondo, morto da poco. Intanto il "tipo di destra" torna nel bosco. Doppler teme che sia venuto per denunciarlo, lo ferisce con arco e frecce. Ma l'uomo vuole cambiare vita, illuminato dal suo incontro precedente con lui lo prende come un guru e non lo lascia da solo, si mette una tenda a poca distanza. Arrivano nel bosco anche Düsseldorf e Roger, mentre il tipo di destra cerca di organizzare una festa della fratellanza. Per Doppler il bosco si fa troppo affollato, decide di andarsene in un bosco più isolato, ma prima deve finire il suo totem. Non fa in tempo a fuggire che suo cognato lo cattura e lo porta all'ospedale, dove sua moglie ha partorito il terzo figlio. In modo rocambolesco riesce a liberarsi del cognato, saluta moglie e figlia e parte con Gregus e Bongo per andarsene dalla Norvegia.

## Personaggi
- Andreas Doppler, padre di famiglia, asociale e a tratti burbero
- Bongo, alce cucciolo a cui Doppler ammazza la madre.
- Dusseldorf, uomo rimasto solo che dedica la sua vita a completare il modellino raffigurante la morte di suo padre
- Bosse, "tipo di destra", come lo chiama Doppler. Un uomo che risponde sotto molti aspetti al cliché del norvegese che il protagonista ripudia
- Gregus e Nora, figli di Doppler

## Edizioni
- Erlend Loe, Doppler. Vita con l'alce, traduzione di Cristina Falcinella, prima ed., Iperborea, 2007,  pp. 185, cap. 6, ISBN 978-88-7091-154-1.